# Kinks
Kinks er den britiske rockgruppe The Kinks' første album. Den blev udgivet 2. oktober 1964 i Storbritannien. De fjorten numre på pladen er hovedsageligt bluesinspirerede rocksange. I USA blev pladen udgivet med titlen You Really Got Me og tre numre færre.
Albummet blev nyudsendt i 1998 i Storbritannien med tolv bonusnumre. Denne udgave blev genudsendt i 2004, og i 2011 blev der udsendt en deluxe-udgave af albummet med seksten numre.

## Trackliste
Alle sange er skrevet af Ray Davies, hvis andet ikke fremgår.
Side 1
1. "Beautiful Delilah" (C. Berry) – 2:07
2. "So Mystifying" – 2:53
3. "Just Can't Go to Sleep" – 1:58
4. "Long Tall Shorty" (H. Abramson, D. Covay) – 2:50
5. "I Took My Baby Home" – 1:48
6. "I'm a Lover Not a Fighter" (J. Miller) – 2:03
7. "You Really Got Me" – 2:13

Side 2
1. "Cadillac" (E. McDaniel) – 2:44
2. "Bald Headed Woman" (Traditionel) – 2:41
3. "Revenge" (R. Davies, L. Page) – 1:29
4. "Too Much Monkey Business" (C. Berry) – 2:16
5. "I've Been Driving on Bald Mountain" (Traditionel) – 2:01
6. "Stop Your Sobbing" – 2:06
7. "Got Love If You Want It" (J. Moore) – 3:46

### Bonusnumre på 1998-udgaven
1. "Long Tall Sally" (Robert Blackwell, Enotris Johnson, Richard Penniman) – 2:12
2. "You Still Want Me" – 1:59
3. "You Do Something to Me" – 2:24
4. "It's Alright" – 2:37
5. "All Day and All of the Night" – 2:23
6. "I Gotta Move" – 2:22
7. "Louie, Louie" (Richard Berry) – 2:57
8. "I Gotta Go Now" – 2:53
9. "Things Are Getting Better" – 1:52
10. "I've Got That Feeling" – 2:43
11. "Too Much Monkey Business" (alternativ udgave) (Chuck Berry) – 2:10
12. "I Don't Need You Any More" – 2:10

### Bonusnumre på 2011-udgaven
1. "You Still Want Me" – 1:59
2. "I Don't Need You Any More" – 2:10

## Medvirkende
- Ray Davies – rytmeguitar, mundharmonika, keyboards, forsanger
- Dave Davies – leadguitar, kor, forsanger på "Beautiful Delilah", "Long Tall Shorty", "I'm a Lover Not a Fighter" og "I've Been Driving On Bald Mountain"
- Pete Quaife – bas, kor
- Mick Avory – tamburin, trommer
- Jimmy Page – 12-strenget guitar, akustisk guitar
- Jon Lord – klaver
- Bobby Graham – trommer
- Rasa Didzpetris-Davies – kor på "Stop Your Sobbing"
- Simon Heyworth – remastering
- Klaus Schmalenbach – design, foto
- Brian Sommerville – noter på pladeomslaget
- Peter Doggett – noter på pladeomslaget